# O'Connor v. Donaldson
En droit américain, O'Connor v. Donaldson, est un arrêt de principe de la Cour suprême des États-Unis en droit psychiatrique. La Cour suprême a jugé qu'il est inconstitutionnel pour un État de garder en établissement un individu non dangereux en mesure de survivre en sécurité par soi-même ou avec l'assistance et d'amis ou de membres de sa famille, lorsque ceux-ci sont responsables et disposés à le soutenir.  